# کریس ویگینس
کریس ویگینس (انگلیسی: Chris Wiggins؛ زادهٔ ۱۳ ژانویهٔ ۱۹۳۱ - درگذشته ۱۹ فوریه ۲۰۱۷) بازیگر اهل کانادا بود.
از فیلم‌ها یا مجموعه‌های تلویزیونی که وی در آن‌ها نقش داشته است، می‌توان به رابین‌هود فضایی اشاره نمود.